# Husein Gradaščević
Husein-beg Gradaščević (Gradačac, 31. kolovoza 1802. – Istanbul, 17. kolovoza 1834.) je bio bosanski paša, gradačački kapetan i vakif iz bošnjačke begovske obitelji Gradaščević, te jedan od najznačajnijih bosanskohercegovačkih političara, kako u 19. stoljeću, tako i u cijeloj povijesti Bosne i Hercegovine. Godine 1831. se našao na čelu Velikog bosanskog ustanka kojim su bosanski feudalci pobunili protiv reformi koje je provodio sultan Mahmud II. u Osmanskom Carstvu. Poznat je i kao Zmaj od Bosne, što je nadimak kojeg je dobio od naroda, a sam se potpisivao kao Zmaj od Bosne. Jedna od najistaknutijih povijesnih osoba u Bosni i Hercegovini za vrijeme osmanske vladavine, koji je opjevan u mnogim bošnjačkim narodnim pjesmama i sevdalinkama.
Bošnjaci ga smatraju jednim od svojih najvećih nacionalnih heroja.

## Mladost
Husein Gradaščević je rođen u Gradačcu 1802. godine i odrastao je okružen političkom klimom nemira u zapadnom dijelu Osmanskoga carstva. Huseinov otac Osman je preminuo 1812. godine, kada je Husein imao nepunih 10 godina. U roditeljskom domu od majke Gruzijke i privatnih učitelja Husein je stekao vjersku naobrazbu, a arapsku je kaligrafiju učio od Mulle Mestvice Divoševića iz Sarajeva. Na mjestu kapetana Osman-bega zamijenio je sin Murat-beg Gradaščević, ali kad je Ali Dželaludin-paša otrovao Murat-bega 1821. godine, Husein-beg se našao na čelu Gradačačke kapetanije. Tijekom svog kapetanstva je razvio reputaciju mudrog vladanja, te je postao jedna od najpopularnijih osoba kod Bošnjaka. Oženio se prije dvadesete godine za Hanifu, kćerku Mahmud-kapetana iz Dervente. Vodio je život skromnog vjernika, iako je bio neizmjerno bogat. Nikakvih harema nije imao. Nije upražnjavao konkubinat. Nije bio ni razuzdan ni nadmen. Na temelju njegovog skromnog života moglo bi se pretpostaviti da je bio derviš. Na to bi mogao upućivati i podatak da je Husein-kapetan i prije 1831. godine dolazio kod šejha Abdurahamna Sirrije u njegovu tekiju na Oglavku kod Fojnice. Dizao je svoj glas protiv nepravde i nasilja, ma s koje strane dolazili - bilo od muslimana, bilo od kršćanina. Godine 1822. Gradaščeviću se rodio sin Muhamed-beg, a 1833. godine kćerka Šefika. Ni Muhamed-beg ni Šefika nisu imali djece. 
Jedanaest godina Husein Gradaščević je bio kapetan (1821.—1832.). Njegova je kapetanija bila najbolje upravljana u cijeloj Bosni, a on najbogatiji i najmlađi kapetan Bosanskog pašaluka. Godine 1823. za vrijeme prvih godina upravljanja Gradačačkom kapetanijom dopustio je, bez sultanovog odobrenja, da se u njoj izgradi prva katolička škola u Bosni i Hercegovini, crkva i župni dvor u Tolisi kod Orašja. Potom je dao da se izgrade katoličke crkve u Dubravama i Garevcu, te pravoslavna crkva u Obudovcu. Za njega je karakteristično da je gotovo svu graditeljsku aktivnost usmjerio na Gradačac, za razliku od svojih prethodnika, brata i oca, koji su iza sebe ostavili značajna graditeljska ostvarenja i u drugim krajevima (Modriči, Gračanici). Ne postoje pouzdani povijesni izvori koji bi mogli potvrditi predaju o vlastitoj ciglani kod Orašja,ali je sigurno da je Husein-kapetan Gradaščević za svoju građevinsku djelatnost uvozio ciglu iz Slavonije. U Gradačcu je podigao džamiju i blizu nje sahat-kulu, postoji pretpostavka da je gradio i Bijelu kulu na utvrdi. Sahat-kula je sagrađena 1824., a džamija 1826. i zove se po njemu Husejnija. 
Husein-kapetan je u selu Čardak jedan dio svoga posjeda bio pretvorio u vještački otok ogradivši ga dubokim kanalima, koji su mjestimice bili široki i do 100 m, u koje se upuštala voda, a na vrhu jednoga brežuljka napravio je veliki dvorac koji se zvao
Čardak. Po ovome dvorcu čitavo selo se jednostavno nazvalo Čardak. To mu je bilo najomiljenije boravište.
Ovaj dvorac je bio ogromna građevina, ovalnoga oblika, "prozor do prozora", veličine 17x8 m. Dvorcu se prilazilo stazom napravljenom od cigle. U blizini dvorca su se nalazila dva bunara, ribnjak, pčelinjak i lovište. Unutar dvorca peći su bile od porcelana u zelenoj, crvenoj i bijeloj boji, a u blizini dvorca Husein‐kapetan je izgradio džamiju. Od svega ovoga, danas se vide samo temelji dvorca, koji je po Husein-kapetanovoj zapovijedi zapaljen 1832, kad se spremio na bijeg u Austriju.

## Veliki bosanski ustanak
Nakon dužih priprema u Tuzli je u siječnju i veljači 1831. godine održano savjetovanje bosanskih i hercegovačkih ajana i kapetana. Donesene su odluke: da se od Porte zatraži opoziv svih privilegija Kneževini Srbiji, da se spriječi progon bošnjačkog stanovništva - koje je odmah nakon priznavanja Kneževine Srbije započelo, da se obustavi regrutovanje nove vojske, da se Bosni omogući autonomija na čelu s domaćim čovjekom, a da Bosna Porti daje godišnji porez u iznosu od 4.000 kesa. Za vođu Velikog bosanskog ustanka izabran je Husein-kapetan Gradaščević. Tada je imao 29 godina.
Gradaščević je zatražio da se u Bosni ne mijenja poredak, da se Srbima ne ustupaju nahije preko rijeke Drine, da se zaštite Bošnjaci u Srbiji, da se zaštiti sirotinja i kmetovi u Bosni, te da se namjesnik u Bosanskom pašaluku bira iz redova domaćih ljudi. Kada je vidio da Porta ne vodi iskrenu politiku, zatražio je da Bosna postane nasljedna kneževina kao što je Srbija postala pod Milošem Obrenovićem. Sultan Mahmud II. ovaj zahtjev nije prihvatio.
Zbog toga je Gradaščević brzo otjerao pašu i ostale koji su bili protiv autonomije, te tako postao apsolutni vladar Bosanskog pašaluka. Uz Gradaščevića u Velikom bosanskom ustanku su stali i muslimani i kršćani, naročito kršćani Bosanske Posavine. Kršćani su sačinjavali i do trećinu njegovih ukupnih snaga tokom ustanka.  Dana 18. srpnja iste godine Gradaščević savladava vojsku pod zapovjedništom velikog vezira u blizini Štimlja na Kosovu. Odlučuje prekinuti pohod i vraća se u Bosnu, gdje su ga njegovi vojnici 12. rujna proglasili novim valijom s rangom vezira i činom paše. Ispred Careve džamije u Sarajevu, prisutni su položili zakletvu na Kuranu da će biti odani Gradaščeviću i objavili da usprkos potencijalnoj propasti i smrti neće biti odustajanja. Međutim, 1832. godine Veliki bosanski ustanak je izgubio prednost u ratu. Nakon niza manjih okršaja, ključna bitka se dogodila 17. i 18. svibnja izvan Sarajeva. Bosanska vojska je poražena nakon što Hercegovačko pojačanje pod vodstvom Ali-paše Rizvanbegovića i Smail-age Čengića stiže i pridružuje se Osmanskoj vojsci. Tada je odlučeno da je daljnji vojni otpor besmislen. Gradaščević je pobjegao u Gradačac dok je sultanova vojska ulazila u Sarajevo 5. lipnja i spremala marš na Travnik. Nakon što je shvatio koje bi teškoće njegov grad i obitelj doživjeli ako ostane u Gradačcu, Husein Gradaščević odlučuje da napusti Gradačac i krene ka Austiriji.

## Progonstvo i smrt
Gradaščevićev odlazak iz Bosne je trajao nekoliko dana. Nakon molbe austrijskim vlastima da olakšaju svoje restrikcije, Husein Gradaščević je došao do granice na Savi s velikim brojem svojih pratilaca 16. lipnja. Prešao je rijeku i ušao u habsburšku zemlju sa 100 pratilaca, slugama i obitelji, među kojima je bilo 13 Srba. Iako je očekivao da će biti tretiran kao bosanski vezir, bio je pritvoren u Slavonskom Brodu gotovo mjesec, dok su mu oružje i drugo vlasništvo bili oduzeti. S ogorčenjem je pisao o ponašanju austrijskih vlasti: Dasam znao daću ovaki reziluk terpeti i muke od svakoga podnositi, dašto nebi nikoga prelazio volio bi na onoj strani poginuti no ovamo na ovu stranu prohoditi.
Austrijske vlasti su bile pod stalnim pritiskom osmanske vlade da Gradaščevića što je moguće više udalje od granice. Dana 4. srpnja Gradaščević je prebačen u Osijek gdje je živio gotov pa u kućnom pritvoru. Njegova komunikacija s ostatkom obitelji i zajednicom je bila veoma ograničena, zbog čega se nekoliko puta žalio vlastima. Situacija se ipak vremenom poboljšala, pa je prije nego što je napustio Osijek izjavio lokalnim vlastima da mu je tu prijao boravak. Iako je osjećao duboku žal za domom i nakon što je tek djelomično imao kontrolu nad svojom sudbinom, Gradaščević je ipak održavao svoj ponos i aroganciju. Govorilo se da je živio luksuzno, što je uključivalo i viteška takmičenja sa svojim društvom. Na kraju je pismom zahvaljivao na gostoprimstvu u Osijeku: Čim sam prešao na ovo područje i došao pod zaštitu austrijskog cara, bilo mi je određeno boravište u Osijeku; tu sam živio mirno i bio sam zadovoljan... Bilo mi je ovdje vrlo dobro i ja sam sa svakim mogao razgovarati na mom maternjem jeziku, a naročito sam održavao dobre odnose sa brigadnim generalom u Osijeku.
Krajem 1832. godine pristao je da se vrati na Osmansku teritoriju, ali mu je uvjetovano da ne smije kročiti u Bosnu. Otputovao je u Beograd. Gradaščević je ostao u Beogradu dva mjeseca, u kojem vremenu mu je zdravlje oslabilo. Napustio je grad i uputio se prema Istanbulu u prosincu, ali, pošto je njegova kćerka još bila mlada, njegova supruga je ostala u Beogradu da bi mu se pridružila u proljeće iduće godine. U Istanbulu je živio relativno mirnim životom naredne dvije godine i jedini značajan događaj je bio kad mu je sultan ponudio da postane paša visokog ranga u Osmanskoj armiji. Ponudu je Gradaščević prezirno odbio.
Umro je u Istanbulu, 17. kolovoza 1834. godine. Smatra se da su ga otrovale carske vlasti. Pokopan je u Istanbulu, na mezarju Eyüp sultana. Na istom mezarju je pokopan i Mehmed-paša Sokolović, ali lokacija Gradaščevićevog mezara na tom mezarju nije poznata. Među Bošnjacima je bila poznata izreka da godinama nakon njegove smrti nitko u bošnjačkom narodu ne bi mogao čuti njegovo ime, a da ne bi pustio suzu.

## Imovina
Prije nego što je postao vođa ustanka, Husein-kapetan Gradaščevića je raspolagao s velikim imetkom. Pričalo se da je njegova imovina bila tako velika, da kad bi svi bosanski begovi stavili svoje zlato na jedno mjesto, opet bi u Husein-kapetana Gradaščevića bilo tri puta više. Nakon što je prešao u Austriju, osmanske vlasti su ga optužile da je opljačako "carsku riznicu" u Travniku i da je sve iz riznice ponio sa sobom. Nakon ove optužbe, a pod pristikom austrijskih vlasti, Gradaščević je sastavio popis svoje imovine koju je ostavio u Travniku. Sam Gradaščević je sa sobom u progonstvo ponio u Austriju ponio 20 atova i 111 konja, 3.000 zlatnih dukata, 2 vreće srebrnog novca, 2 vreće talira, 2 vreće cvanciga, 2 handžara zlatom okovana, 4 srebrne kubure, 2 sablje okićene draguljima, 2 zlatna fišekluka, 7 džeferdara u zlatu, zlatni sat s četiri poklopca, 1 zlatnu duhansku vrećicu, 2 srebrna svijećnjaka, 4 zlatom izvezena odijela, 38 pari srebrnih pištolja, 38 pušaka okovanih zlatom i srebrom, 4 urešena handžara, 1 džilit, 2 Koplja koplja i 2 zastave.  
Osim pokretne imovine, Gradaščević je raspolagao i ogromnom nepokretnim imanjem, koje je nakon što je proglašen "odmetnikom i buntovnikom" konfiskovano. Radilo se, uglavnom, o njenovim čiflucima, koje su ovim aktom o konfiskaciji smatrani državnim čiflucima i država se brinula o njima. Nakon Gradaščevićeve smrti, njegova udovica Hanifa, tražila je u nekoliko navrata da joj se vrate posjedi i omogući povratak u Gradačac, ali joj je početkom 1836. samo omogućen povratak u Bosnu. Njegovom sinu Muhamed-begu je vraćen zeamet, koji je nalazio u nahiji Lašvi, te je određena apanaža za izdržavanje obitelji koja je bila minimalna.
Čiflici u Bosanskoj Posavini nisu vraćeni obitelji, nego su 1866. godine prodati. Iz dokumenata je vidljivo da se radi o 1.277 kmetska selišta na području Gradačca, Brčkog i Maglaja. Od ovih 1.277, 145 kmetkih kuća na području Brezovog Polja i Orašja su podijeljene izbjeglicama iz Srbije 1862. godine, pa je za prodaju ostalo 1.132 kmetska selišta. Većinu kmetski selišta su otkupili dotadašnji kmetovi koji su na taj način postali slobodni seljaci, ali je znatan dio kupilo nekoliko osoba koje su u to doba uključile u trgovačke poslove.

## Vakuf
Vakufi Husein kapetana-Gradašćevića su se nalazili u Gradačcu, Modriči i Brčkom. Sastojali su se od zemljišnih dobara, objekata i vakufskih mukata (zakupnina). Sva zemljišna dobra ovog vakufa, imajući u vidu povijesne okolnosti, uvakufljena su do Velikog bosanskog ustanka 1831. godine. U Gazi Husrev-begovoj knjižnici u Sarajevu se nalaze vakufname Osmana i Murata-kapetana Gradaščevića, ali nema tragova o Husein-kapetanovoj vakufnami. U osmanskom periodu ovi vakufi, kao što je bio slučaj s vakufom Osman i Murat-kapetana, evidentirani su kao vakuf Husein-kapetana Gradaščevića. Vakuf Husein-kapetana nije imao posebnu upravu, nego su vakufi gradačačkih kapetana imali jedinstvenu upravu. Prema nasljednoj obiteljskoj tradiciji Gradaščevića, njihovim vakufima upravljao je najstariji muški član, a ako ga nije bilo, to je mogao biti i ženski član obitelji. Početkom 20. stoljeća upravitelji ovih vakufa često su bila lica izvan obitelji Gradaščevića. 
Za vrijeme Austro-Ugarske i Kraljevine Jugoslavije, pored činjenice da su privatna lica otimala vakufe, tadašnje vlasti donijele su niz zakonskih propisa koji su bili na štetu vakufa kao posebne kategorije vlasništva, pa je zbog toga broj vakufskih korisnosnih objekata i godišnjih mukata tijekom povijesti bio varijabilan. O vakufskim zemljišnim dobrima Husein-kapetana Gradaševića u osmanskom periodu nisu dostupni dokumenti. Na temelju podataka do kojih se došlo u periodu od 1878. do 1938. godine, ukupna površina vakufa Husein-kapetana Gradaščevića, u osmanskom razdoblju iznosila je 188.630 m2, od čega je 162.365 m2 bilo pod godišnjom mukatom (zakupom) i 26.265 m2 ostalog vakufa. Prilikom sastavljanja gruntovnice u Gradačcu 1887. godine, sačinjena je evidencija svih vakufa Husein-kapetana. Ukupna površina ovog vakufa bila je 25.210 m2, od čega je na mezarja otpadalo 20.730 m2. Vrlo nepovoljna situacija po vakufe u Bosni i Hercegovini i početak njihovog sustavnog uništavanja i otimanja nastupio je od 1878. i trajao je sve do devedesetih godina 20. stoljeća. Poslije Drugog svjetskog rata, budući da su se nalazili u samom središtu grada ili u prigradskom dijelu, gotovo svi vakufi Husein-kapetana su nacionalizovani i postali društvena svojina. Analizom stanja zemljišnih knjiga vakufa Husein-kapetana u 1999. godini, a isto stanje je i u 2009., vakuf je zadržao samo pravo korištenja do preuzimanja i konačne namjene oduzetih vakufa (država je vlasnik) na površini od 7.377 m2.
Vakufska dobra Osmana, Murata i Husein-kapetana Gradaščevića su se poslije austro-ugarske okupacije, u financijskom izvješćima Vakufskog povjerenstva u Gradačcu vodila kao jedinstven vakuf, pa zbog toga danas nije moguće utvrditi koji su vakufski objekti pripadali samo Husein-kapetanovom vakufu. Izuzetak čine džamija Husejnija i Sahat-kula, koje je sagradio Husein-kapetan Gradaščević. Po proračunu za 1911. godine vakuf je posjedovao 23 dućana u Gradačcu i u Modriči 4 magaze i 1 plac. Godine 1913. vakuf je imao 33 dućana u Gradačcu i u Modriči 1 kuću, 1 magazu, 1 bašču i 3 mukate. Iz prijedloga proračuna Ujedinjenih vakufa u Gradačcu i Modriči za 1944. godinu, saznaje se da su vakufska dobra gradačačkih kapetana činili 22 dućana, placevi oko Hadžiefendine vode i iznajmljeni prostori u zgradi bivše Murat-kapetanove medrese.
Od dolaska na čelo gradačačke kapetanije, Husein-kapetan Gradaščević se bavio izgradnjom raznih građevina u svojoj kapetaniji. Najznamenitiji vakufski objekt koji je dao izgraditi je potkupolna džamija podno gradske tvrđave. Sagrađena je 1826. godine. Iako nije najstarija, Husein-kapetanova (Husejnija) je najpoznatija i središnja gradačačka džamija. Predstavlja posljednju džamiju u tursko-osmanskom stilu u Bosni i Hercegovini. Nacionalnim spomenikom Bosne i Hercegovine proglašena je 2004. godine.
Iz zahvalnosti za ono što su učinili za Gradačac, a da bi se sačuvala uspomena na Husein-kapetana i gradačačke kapetane Mehmeda, Osmana i Murata, u džamiji Husejniji sačuvala se višestoljetna tradicija. Naime, petkom poslije džumanskog sunneta, a prije ezana i hutbe, mujezin uči tekst na turskom jeziku, kojim se prisutni vjernici pozivaju da kapetanima prouče Fatihu. 
Osim džamije, Husein-kapetan je dao sagraditi 1824. godine i Sahat-kulu u gradskoj tvrđavi, koja je bila dio njegovih vakufskih dobara. To potvrđuje ploča uzidana u objekt. U tarihu stoji: Osnivač objekta je Husein-kapetan, sin Osman-kapetanov, kapetan gradačačke tvrđave. Godina 1240. (1824). Predstavlja najmlađi objekt ove vrste koji je podignut u osmanskom periodu u Bosni i Hercegovini. Sat je nakon 1878. godine kupljen u Beču. Novi sat je postavljen 1923. godine. Prestao je raditi u Drugom svjetskom ratu. Nacionalnim spomenikom Bosne i Hercegovine proglašena je 2004. godine.

## Ostavština
Neuspjeh Velikog bosanskog ustanka je imao dugoročne posljedice za Bosnu i Hercegovinu. Osmansko Carstvo je 1878. godine biti prinuđeno prepustiti Austro-Ugarskoj kontrolu nad Bosnom i Hercegovinom. To se dogodilo za manje od 45 godina godina nakon smrti Gradaščevića. 
Važno je napomenuti da je, u tom razdoblju, bošnjačka elita pogubljena od Osmanlija pod zapovjedništvom Omer-paše Latasa. Nakon okupacije od Austro-Ugarske, bošnjački narod je izgubio zemlju, utjecaj i sposobnost da razvija svoje vlastite nacionalne institucije. Oko trideset posto Bošnjaka je emigriralo u Tursku, a stotine tisuća su ubijeni tijekom narednih ratova na Balkanu.
Prva povijesna literatura napisana o Husein-kapetanu Gradaščeviću može se naći u djelu Safvet-bega Bašagića "Kratka uputa u prošlost Bosne i Hercegovine" iz 1900. godine. Međutim, zbog povijesnih nesuglasica između obitelji Bašagić i Gradaščević pogled Safvet-bega na Husein-kapetana je donekle subjektivan. Godinu dana kasnije Gradaščevića spominje Bartolomeo Kunibert u svojim djelima na temu Prvog srpskog ustanka, koja su opisala Gradaščevića prilično pozitivno kao tragičnog heroja.
U godinama koje su slijedile Gradaščevića su spomenuli D. Pavlović, Slavko Kaluđerčić i Hamdija Kreševljaković ili posebno ili u kontekstu pokreta kojeg je vodio. Generalno raspoloženje je bilo to da je pokret za autonomiju bio samo reakcija bosanske više klase na carske reforme. Ovaj pogled je desetljećima prevladavao među povjesničarima. Gradaščević je imao manje uskrsnuće tokom Drugog svjetskog rata kada su Ustaše u pokušaju političke manipulacije lansirale prijedlog da se njegovi posmrtni ostaci donesu nazad u Sarajevo.
Za vrijeme Jugoslavije Gradaščević i njegov pokret su rijetko spominjani. Ono što je smatrano otporom više klase implementacijama modernih reformi se nije dobro slagalo s komunističkom ideologijom. Gradaščević je kratko pomenut u takvom svjetlu u djelu Avde Sućeske o bosanskim kapetanima 1964. godine. Otada prolazi još 24 godine prije nego što Gradaščević biva ponovo spomenut, ovoga puta u djelu Galiba Šljive iz 1988. godine o Bosni u prvoj polovini 19. stoljeća. Iako je tada riješeno nekoliko historiografskih kontroverzi nije bilo neke značajne promjene u pogledu na Gradaščevića.
Nakon rata u Bosni i Hercegovini i nacionalnog buđenja Bošnjaka, Gradaščević i njegov pokret su doživjeli ponovno rođenje kako među povjesničarima tako i u općoj javnosti. Djela Ahmeda Aličića, Mustafe Imamovića i Husnije Kamberovića su predstavila Gradaščevića u pozitivnijem svjetlu. Gradaščević se ponovo naširoko smatra za najvećeg bošnjačkog nacionalnog heroja i simbol je nacionalnog ponosa i duha. Glavne ulice u Gradačcu i Sarajevu nose njegovo ime kao i mnoga druga mjesta u Bosni i Hercegovini. Tijekom rata u Bosni i Hercegovini u okvirima Armije RBiH je postojala postrojba Zmaj od Bosne, poznatija kao Hodže. U Tuzli je vojarna Oružanih snaga Bosne i Hercegovine nosila ime Husein-kapetan Gradaščević, kada je 2011. pretvorena u Kampus Sveučilišta u Tuzli.

## Galerija
- Husein-kapetan Gradaščević
- Husein-kapetan Gradaščević
- Bijela kula u Gradačcu
- Pogled na Zlatni rog s Eyüp sultana, gdje je Gradaščević ukopan

## Vanjske poveznice
- Husein-kapetan Gradašćević: Borac za autonomiju ili zaštitnik poretka Al-Jazeera Balkans

| Prethodnik Murat-kapetan Gradaščević | Gradačački kapetan (1821. - 1832.) | Nasljednik — |

| Prethodnik Namik-paša | Bosanski paša (1831. - 1832.) | Nasljednik Mahmud Ibrahim-paša |